# Рок в Рейкьявике
«Рок в Рейкьявике» (исл. Rokk í Reykjavík) — документальный кинофильм о развивающейся рок-сцене Исландии.

## Описание
Большая часть фильма — это концертные выступления 19-ти музыкальных групп на клубных площадках и репетиционных базах Рейкьявика, прошедшие зимой 1981-82 годов. Также в картину включены интервью с музыкантами на провокационные темы наркотиков, секса и политики…
Фильм открывает голос Свейнбьёрна Бейнтейнссона (Sveinbjörn Beinteinsson), старейшины-основателя исландского языческого сообщества, читающего римы — особые не то песни, не то стихи, рассказы, коими исландцы развлекали себя с древнейших времен, и которым обязаны своей развитой письменностью. Этот небольшой экскурс к корням, видимо, призван установить магическую связь древнейших традиций и иностранных новомодных веяний.
Многие группы того времени, пропагандирующие своим стилем жизни панк и анархию, пришедшие из-за границы с музыкой «новой волны», даже не знали, что эти слова означают. Исландцы тут же подхватили новую моду, а на деле оказалось, что им чужды проблемы, навязанные музыкой с других берегов. Все эти политические деления на правых и левых, борьба с крупными лейблами, пропаганда и прочее были едва понятны молодым исландцам с их привычным жизненным укладом. Молодежь сбивалась в бунтующие кучки постоянно пьяных террористов, дерзких бунтовщиков против самих себя. Они пели по-исландски и имели дело с исландской действительностью, не имея развитой звукозаписывающей индустрии, выпускали пластинки и делали практически все сами и, в сущности, для самих себя. Как собственно и этот фильм, «сделай сам», одна из первых работ, проложивших путь в кино для такого же бунтаря Фридрика Тоура Фридрихссона, ставший отпечатком истории, которая не заставила себя ждать. Именно этот фильм стал неким подведением итогов, всплеском для исландской молодежи последующих поколений.
Часть фильма посвящена легендарной команде «Tappi Tíkarrass», из которой вышла самая заметная исландская певица нашего времени — Бьорк. Фотография Бьорк в жёлтом платье и с игрушечным барабаном была использована для обложки видеокассеты и рекламных плакатов фильма.
В настоящее время фильм считается классикой в Исландии, а исландская музыка описываемого периода определяется как эра Rokk í Reykjavík.